# 1910 (álbum)
1910 é o título do álbum de estúdio da banda de rock e pop Os Incríveis, lançado em outubro de 1971, sob o selo da RCA Victor.
O álbum conta com dez canções, cinco no Lado A e cinco no Lado B. A canção "Sem Vergonheira" foi o principal sucesso deste disco, se tornando uma das músicas mais conhecidas do grupo, no qual foi composta por Antônio Carlos e Jocafi. A canção "Te Quero Ver Dançar" é uma versão de Osmar Navarro da música "Te Quiero Ver Bailar" do grupo argentino Los Naúfragos, escrita por El Clan de Francis Smith. E uma versão instrumental da música "Repent Walpurgis" do organista de Hammond, cantor e compositor inglês Matthew Fisher.
Em 1971, foi lançando em Portugal um compacto duplo de 45 RPM, cada disco de vinil continha duas faixas, Lado A "Sem Vergonheira", "A Canção dos Imigrantes" e Lado B "Viva Santo Antônio" e "Venha Nos Amar", os únicos singles do álbum.

## Faixas
| N.º | Título                    | Compositor(es)                                   | Duração |  |
| 1.  | "1910"                    | Isolda, Milton Carlos                            | 2:31    |  |
| 2.  | "O Maior Amor do Mundo"   | Dom, Ravel                                       | 2:59    |  |
| 3.  | "Sem Vergonheira"         | Antônio Carlos, Jocafi                           | 3:14    |  |
| 4.  | "Venha Nos Amar"          | Frankye Adriane, Tony                            | 2:16    |  |
| 5.  | "Na Baixa do Sapateiro"   | Ary Barroso                                      | 5:31    |  |
| 6.  | "Te Quero Ver Dançar"     | El Clan de Francis Smith (versão: Osmar Navarro) | 2:29    |  |
| 7.  | "A Canção dos Imigrantes" | Dom, Ravel                                       | 2:31    |  |
| 8.  | "Paz e Amor"              | Dom, Ravel                                       | 3:18    |  |
| 9.  | "Viva Santo Antônio"      | Dom, Ravel                                       | 3:13    |  |
| 10. | "Repent Walpurgis"        | Matthew Fisher                                   | 4:17    |  |

## Formação
- "Mingo" - (voz e guitarra)
- "Haroldo" - (guitarra)
- "Manito" - (teclados, vocal e sax)
- "Netinho" - (bateria)
- "Nenê" - (baixo)